# Ploceus katangae
El tejedor de Katanga (Ploceus katangae) es una especie de ave paseriforme de la familia Ploceidae endémica del sur de África Central. En el pasado se consideraba que era una subespecie del tejedor enmascarado.

## Distribución y hábitat
Se encuentra únicamente en el sur de la República Democrática del Congo y el norte de Zambia. Su hábitat natural son los carrizales y los lechos de papiros de las zonas pantanosas.

## Subespecies
Se reconocen las siguientes:
- P. k. upembae (Verheyen, 1953)
- P. k. katangae (Verheyen, 1947)